# Electragapetus praeteritus
Electragapetus praeteritus är en nattsländeart som beskrevs av Martynov 1934. Electragapetus praeteritus ingår i släktet Electragapetus och familjen stenhusnattsländor. Inga underarter finns listade i Catalogue of Life.